# CA (アダルトビデオ)
株式会社CA（シーエー、英語: CA Co., Ltd.）は、かつて存在した日本のアダルトビデオメーカー。株式会社ABCに吸収合併され事業継承、後に株式会社ABCは株式会社WILLに社名変更。旧社名は北都。通称アウトビジョン（outvision）。DMM.comグループに属していた。創業者は現DMM.com会長の亀山敬司。

## 概要
CAの直営レーベルと取り扱いメーカーで、アウトビジョングループを構成。同グループは、ソフト・オン・デマンドグループと並ぶ日本のアダルトビデオ企業グループ最大勢力の一つだった。
登記上の本店（本社）は東京都港区六本木3-15-20 武原ビル2階。東京都目黒区中目黒3-16-7 エバグリーン・ガーデン3Aから2009年10月1日に移転登記を行っている。以前はガーデンプレイス内に事業所を設置していたが、六本木の武原ビルに移転している。
内外のメーカー以外にも、映像コンテンツのブロードバンド配信やオンラインDVDレンタルなどを行うECサイト「DMM.com」を運営する株式会社DMM.comや、インターネット事業を展開している株式会社DMM.comラボ、雑誌「月刊DMM」「Bejean」などの発行やアイドルイメージビデオの制作・販売を行う株式会社ジーオーティー（GOT）といった企業と協力関係にあった。

## 沿革
1990年3月に亀山敬司が北都 (HOKUTO Corporation) として創業。当初は石川県加賀市に本社を置きつつ、日本ビデオ倫理協会加盟メーカーとして企画ものAVを中心にリリースしていた。当時のリリースペースは月8本前後で、ごく一般的なAVメーカーだった。アニメ『うろつき童子』のパロディ作品『超妖魔伝説 うらつき童子』シリーズ（中野貴雄監督・1994年）が欧州でもリリースされ、話題を呼んだこともあった。
1994年には本社機能を石川県に残しつつ、東京にも事業拠点を置き、総合販売部門である「アウトビジョン」の業務を拡充。1997年にはビデ倫を脱退。この頃から毎月膨大な作品を発売するようになり、1997年は月20本だったリリース本数は、2000年には月200本の大台に達した。商品は企業名を前面に出さないという戦略により、メーカー名を冠せず販売されていた。1999年『インディーズ・ビデオ・ザ・ワールド’98』では「時価ビデオの最王手、実態のわからないレーベルの元締め」と記されていた。
北都の拡大路線は、多数の下請け制作会社を活用した外注制作と、人件費の安い石川県を拠点にした物流、受注販売による営業コストの削減等により可能になったとされる。アウトビジョンが、倒産した日本ビデオ販売が展開していた「ビデオ安売王」系列の店舗などを中心に、店の在庫リスクが少ない委託販売方式によって販路を拡大し、膨大な作品を流通させることができた。
1998年映像配信サイト「DMM」を開設し、1999年11月に株式会社デジタルメディアマート（現：DMM.com）を設立。
2000年以降は、従来路線は踏襲しつつも、発売点数を絞り込むとともに、有力な自社レーベルのメーカー化を推進する方向に転換。「Mr.プレジデント」から改組された総合レーベル「MOODYZ（ムーディーズ）」や、単体系レーベルの「エスワン（S1 NO.1 STYLE）」等がこうしたメーカーにあたる。2006年5月リリース分まで対外的には北都との関係を積極的に公表していなかった。同年6月リリース分より、ジャケット裏面に表記される所在地は「石川県加賀市美岬町1-1 AVCサポートセンター（メーカー名）係」に統一したが、2007年8月リリース分より、所在地は「東京都渋谷区恵比寿4丁目5番28号 恵比寿ガーデン605号（メーカー名）係」に変更されている。
関連企業であるDMMの急成長等を背景に、独立系レーベルの囲い込みを進める。「アタッカーズ」の買収、ソフト・オン・デマンドグループであった「ドグマ」の独占販売開始を皮切りに、「マルクス兄弟」、「桃太郎映像出版」、「トライハートコーポレーション」、「アロマ企画」、「AVS」、「オーロラプロジェクト」といった有力メーカーとの関係を強化し、アウトビジョングループとして一大勢力を形成するに至っている。
2005年4月、アイデアポケットのレンタル向け商品のリリースを開始。10月には関連会社の有限会社ティーアイエスを通じてレンタル部門へ本格参入。2006年7月からは「桃太郎ピクチャーズ」（桃太郎のレンタル部門）の流通もティーアイエスが担当している。
従来、倫理審査団体は外部メーカーを中心に例外はあるが日本倫理審査協会（JEJA、日倫）に所属。実質的には自主規制であったが、2007年7月、ビジュアルソフト・コンテンツ産業協同組合（VSIC）の審査に移行した。
2007年12月 - 2008年1月に開催される「AVグランプリ」を主催する「AVグランプリ事務局」には、当社とジーオーティー、デジタルメディアマート、ティーアイエスの4社が協力している。
2008年11月 - 資本金を4500万円から3000万円に減資（12月に登記）。
2009年6月より、一部ラジオ局でスポンサー提供・専属AV女優出演の番組を展開（後述参照）。11月、従来の株式会社北都から株式会社CAに社名変更。
2016年12月、株式会社ABC（現社名・株式会社WILL）に吸収合併される。

## 会社の事業目的
1. ビデオ機器、レーザーディスク機器、ファミリーコンピュータ及びその関連機器並びにビデオソフト、レーザーディスク、ファミリーコンピュータゲームソフト及びコンパクトディスクの製作販売。
2. 玩具の販売。
3. フランチャイズチェーンシステムによるビデオソフト、レーザーディスク、ファミリーコンピュータゲームソフト及びコンパクトディスク販売業加盟店の募集及び加盟店の把握業務。
4. 不動産の売買、賃貸、管理、仲介等の取引に関する業務。
5. 企業の経営管理及び販売活動に関する人材育成のための教育及び養成。
6. 宝石、貴金属製品、日用品雑貨の輸出入業務。
7. 古物売買業。
8. 出版業。
9. 映画・ビデオの映像製作、編集業務、販売及びその企画営業代行業務並びにそのコンサルタント業務。
10. シーディロムの制作、販売。
11. 広告・宣伝代理業務。
12. 写真撮影業務。
13. 各種イベントの企画、制作、運営、管理。
14. 各種イベント、展示会、キャンペーン等販売促進に関する行事の企画、立案、会場設営、実施運営作業の請負業務。
15. 上記各号に附帯関連する一切の業務。

2011年11月30日変更　2011年12月5日登記

## アウトビジョングループの主なメーカー

### 内部メーカー
- MOODYZ（2000年9月発足）公式サイト
- アタッカーズ（2002年取扱開始） 公式サイト
- アイデアポケット（2002年取扱開始） 公式サイト
- レッド(RED)（2003年1月発足） 公式サイト - ウェイバックマシン（2002年11月3日アーカイブ分）
- マドンナ（2003年12月設立） 公式サイト
- カルマ(KARMA)（2004年10月設立） 公式サイト
- エスワン(S1 NO.1 STYLE)（2004年11月設立） 公式サイト
- OPERA［オペラ］（2005年10月設立） 公式サイト
- 溜池ゴロー（2006年2月MOODYZより独立） 公式サイト
- プレミアム(PREMIUM)（2006年3月設立） 公式サイト
- V(ヴィ)（2006年10月設立） 公式サイト
- kawaii*（カワイイ*）（2006年11月設立） 公式サイト
- 未満（2006年12月設立） 公式サイト
- kira☆kira（キラ☆キラ）（2007年1月設立） 公式サイト
- E-BODY（2007年設立） 公式サイト
- ダスッ!（2007年4月設立） 公式サイト
- 無垢（2007年8月設立） 公式サイト
- OPPAI ［おっぱい］（その名の通り巨乳専門メーカー）（2008年4月設立） 公式サイト
- MUTEKI（2008年9月設立） 公式サイト
- BeFree（2008年10月設立） 公式サイト
- 美→痴女ヘブン（痴女専門メーカー）（2008年12月設立、2015年11月名称変更[8]） 公式サイト
- Rookie（2009年3月設立） 公式サイト
- 本中（中出し専門メーカー）（2010年12月設立） 公式サイト
- Fitch（2011年5月マドンナより独立） 公式サイト
- ワンズファクトリー（2013年取扱開始） 公式サイト
  - CORE（2013年取扱開始）
- 熟女はつらいよ（熟女専門メーカー）（2013年8月設立） 公式サイト
- ナンパJAPAN（素人ナンパ専門メーカー）（2013年12月設立） 公式サイト
- ビビアン（レズビアン専門メーカー）（2014年5月設立）　公式サイト
- 変態紳士倶楽部（マッサージ・盗撮専門メーカー）（2015年4月設立） 公式サイト
- えむっ娘ラボ（M女専門メーカー）（2016年1月設立） 公式サイト

#### 過去に存在したメーカー
- しのだプロジェクト（2006年3月設立）
- ひまわり企画（2006年11月設立）
- Beauty-Jav（2006年12月設立）
- A-BOX（2007年3月設立）
- アニマリージョ(ANIMALIJO)（2007年7月設立）
- カッコイイ!（2007年8月設立）
- アンナと花子（レズビアン専門メーカー）（2008年3月設立）
- Kichu ［キッチュ］（2008年4月設立）
- もっこりテレビ（2008年5月設立）
- 乱丸 ［らんまる］（2008年6月設立）
- 胸キュン喫茶（2008年7月設立）
- 東京スペシャル（盗撮専門メーカー）（2009年10月設立）
- ミニマム（2011年9月設立）
- ZUKKON/BAKKON（乱交専門メーカー）（2012年5月設立）
- キャンディ（2013年1月設立）
- teamZERO（2013年10月設立）
- ヤリマン伝説（2016年1月設立）
- クンカ（2016年2月設立）

## オンラインゲーム
AV GAMESのレーベルでリリース
- キャバ王〜キャストは全員AV女優〜
- ガーディアン・ミストレス
- 先生、学校でしようよ！
- ハーレムオブパイレーツ
- 特命！ハメまくりカンパニー
- 戦国愛撫～CHIGIRI～
- 美少女全鑑☆キャンパス編
- おっぱい大戦〜おっぱいぜんぶオレのモノ！〜 - 2016年4月28日終了。
- AVアイドルグランプリ - 2016年4月28日終了。
- SPYコレクション〜すぱコレ〜 - 2016年6月30日終了。

## 2次元事業

### CAMMOT
OVA
- Holy Knight（企画・製作、2012年）

テレビアニメ
- ゴクジョッ。〜極楽院女子高寮物語〜（製作、2012年）
- ぬっこ。（MMDGPとの共同製作、2012年）

ネイティブアプリゲーム
- ヴァンハント～Holy Knight～（製作、2014年）

### COSMOS
OVA
- ぺろぺろてぃーちゃー（2014年）

18禁ゲーム
- ぺろぺろ☆てぃーちゃー ～ダメダメお兄ちゃんとコスプレえっち～

## ビデオドラマ

### LOVE PLACE
株式会社CAのラブシネマ事業。
- 儚き片想い 外野の恋
- 儚き片想い ピュアラブ
- 運命の赤い糸 冬の花火
- 運命の赤い糸 幼馴染
- 本気だから言えない 恋する女子のHOW TO SEX vol.1
- 幸せのカタチ 外野の恋 番外
- モトサヤ No SEX ≠ No LOVE？ もっと私を見てほしい
- ハツコイヲキミト 恋愛ごっこ続編
- サマーシンデレラ-私を変えた7日間-
- Secret Agency あなたの妄想叶えます
- 恋愛jp × Love Place 恋愛処方箋
- 卒業、君と別れ…
- HONEY TRAP ～試された絆～ 君が教えてくれたコト
- Dear Friend ～俺たちの帰る場所～ 俺とあいつと君と僕
- BITTER & HONEY ホントの恋はbarにある
- 漫画実写化 どっちもどっち フェロモン系モテ男 VS インテリドS王子
- 漫画実写化 飴とキス

## スポンサー提供番組
いずれも、S1 No.1 STYLE名義の提供だが、CMは「DMM.com」のみ流れていた。
- ぶっちゃけTALK RADIO ギリ☆モザ（ラジオ大阪、2009年6月 - 2010年4月）
- カンニング竹山 with S1ガールズ パコパコ☆イカnight（文化放送、2009年10月 - 2010年10月）